# 199741 Weidner
199741 Weidner este o planetă minoră (asteroid) din centura de asteroizi. A fost descoperită pe 26 aprilie 2006 la Observatorio de Cerro Tololo⁠(d) de Marc Buie⁠(d). 
Obiectul prezintă o orbită caracterizată de o semiaxă mare de 3,1686853239379 UAi, o excentricitate de 0,07, o înclinație de 2,1 ° în raport cu ecliptica.